# Crotalus lepidus
Crotalus lepidus este o specie de șerpi din genul Crotalus, familia Viperidae, descrisă de Kennicott 1861. A fost clasificată de IUCN ca specie cu risc scăzut.

## Subspecii
Această specie cuprinde următoarele subspecii:
- C. l. klauberi
- C. l. lepidus
- C. l. maculosus
- C. l. morulus